# Rhabdodemania gracilis
Rhabdodemania gracilis is een rondwormensoort uit de familie van de Rhabdodemaniidae. De wetenschappelijke naam van de soort is voor het eerst geldig gepubliceerd in 1918 door Ditlevsen.